# Soeix
Soeix [swɛʃ] est une ancienne commune française du département des Pyrénées-Atlantiques. La commune est unie avant 1806, de même que Faget, à Oloron.

## Géographie
Le village se situe à la naissance des trois vallées du Haut-Béarn : la vallée d'Aspe, la vallée d'Ossau et la vallée de Barétous.

## Toponymie
Le toponyme Soeix est mentionné en 980 (cartulaire de l'abbaye de Saint-Savin), et apparaît sous les formes 
Soeixs (XIe siècle, for d'Oloron), 
Eixoes (1376, montre militaire de Béarn), 
Soexs (1380, contrats de Luntz), 
Soex (XIVe siècle, censier de Béarn), 
Soeis et Sente-Lucie de Soeix (respectivement 1439 et 1467, notaires d'Oloron), 
Soeyxs (1538, réformation de Béarn) et 
Soueix (1620, insinuations du diocèse d'Oloron).

## Histoire
Paul Raymond note qu'en 1385, Soeix comptait huit feux et dépendait du bailliage d'Oloron.

## Pour approfondir